# Kolonializm wewnętrzny
Kolonializm wewnętrzny – rodzaj kolonializmu występujący w obrębie jednego państwa, w którym występują nierówności gospodarcze pomiędzy poszczególnymi regionami, wynikające z innych czynników, niż geograficzne. Kolonializm wewnętrzny pojawia się często w odniesieniu do regionów, których gospodarka nastawiona jest na zaspokajanie potrzeb lepiej rozwiniętych obszarów, a także wiąże się z występowaniem różnic kulturowych i etnicznych pomiędzy państwem a koloniami.